# Eleições gerais no Peru em 2016
O primeiro turno das eleições gerais no Peru de 2016 foi realizado em 10 de abril daquele ano para eleger o presidente da República, dois vice-presidentes, 130 congressistas e cinco membros do Parlamento Andino para o período de 2016 a 2021. Uma vez que nenhum candidato presidencial conquistou mais de 50% dos votos válidos, um segundo turno foi realizado em 5 de junho, culminando na vitória de Pedro Pablo Kuczynski.
Em 10 de abril 130 congressistas provenientes dos 26 departamentos foram eleitos. O método da representação proporcional foi usado e o Congresso eleito será empossado em 27 de julho. O presidente da República e seus vice-presidentes eleitos assumirão seus respectivos cargos em 28 de julho.

## Histórico
A convocação para as eleições gerais foram realizadas no dia 13 de novembro de 2015 pelo presidente Ollanta Humala. Em janeiro de 2016, o presidente do Congresso do Peru, Luis Iberico, firmou a lei que autorizou o JNE (Jurado Nacional de Elecciones) e o JEE (órgão que monitora as eleições) a retirar da disputa os candidatos que violaram as regras eleitorais.
No dia 20 de fevereiro de 2016 um sorteio foi realizado para eleger os membros da mesa eleitoral (três titulares e três suplentes) no âmbito nacional.

## Candidatos Presidenciais
Os candidatos para presidente e os dois vice-presidentes foram escolhidos através de eleições internas entre os dias 13 de outubro e 21 de dezembro de 2015. O registos das formulações presidenciais foram realizadas até o dia 11 de Janeiro de 2016 para o júri de eleições nacionais. Foram 19 partidos ou grupos políticos que assinaram até à data limite.
| Os candidatos incluídos nesta seção receberam mais de 5% dos votos válidos.        |                                                      |                        |                        |                                            | |                               |                               |                  |
| Organização política                                                               | Candidato presidencial                               | Candidato presidencial | Candidato presidencial | Cargo recente                              | Campanha Lema da campanha | Candidato 1º Vice-Presidência | Candidato 2º Vice-Presidência | Plano de governo |
| Acción Popular                                                                     | Alfredo Barnechea 19 de maio de 1952 (73 anos)       |                        |                        | Membro do Congresso (1985-1990)            | Ahora te toca a ti Agora cabe a você | Víctor Andrés García Belaúnde | Edmundo del Águila            | Visualizar       |
| Alianza Popular (Partido Aprista Peruano - Partido Popular Cristiano - Vamos Perú) | Alan García 23 de maio de 1949 (76 anos)             |                        |                        | Presidente do Peru (1985-1990 / 2006-2011) | El voto seguro O voto seguro | Lourdes Flores                | David Salazar                 | Visualizar       |
| El Frente Amplio por Justicia, Vida y Libertad                                     | Verónika Mendoza 9 de dezembro de 1980 (44 anos)     |                        |                        | Membro do Congresso (2011-2016)            | Valiente como tú Valente como você | Marco Arana                   | Alan Fairlie                  | Visualizar       |
| Fuerza Popular                                                                     | Keiko Fujimori 25 de maio de 1975 (50 anos)          |                        |                        | Membro do Congresso (2006-2011)            | #Kontigo (1º Turno) #Contigo El futuro está en marcha (2º Turno) O futuro está em andamento Site da campanha                                                                   | José Chlimper                 | Vladimiro Huaroc(Excluído)    | Visualizar       |
| Peruanos Por el Kambio                                                             | Pedro Pablo Kuczynski 3 de outubro de 1938 (86 anos) |                        |                        | Primeiro ministro do Peru (2005-2006)      | Sí sabe Sim você sabe; Se acabó el recreo (1º Turno) Acabou a brincadeira Me comprometo contigo, Soluciones Ya! (2º Turno) Eu concordo com você, soluções já! Site da campanha | Martín Vizcarra               | Mercedes Aráoz                | Visualizar       |

### Exclusões e retiradas de candidaturas
- Em 10 de fevereiro, o candidato presidencial da coligação Siempre Unidos, Felipe Castillo, disse que não iria concorrer para presidente nesta eleição.

- Em 18 de fevereiro, o candidato presidencial e congressista do Peru da coligação Patria Segura, Renzo Reggiardo, anunciou a retirada de sua candidatura, bem como todos os outros candidatos de seu partido.

- Em 9 de março de 2016, o Conselho Nacional Eleitoral decidiu excluir os candidatos às eleições para Presidente da República Julio Guzman e César Acuña.

- A Organização dos Estados Americanos, por meio de sua Missão de Vigilância, manifestou preocupação com os prazos tomados para desqualificações candidatos.

- Em 11 de março, o Partido Nacionalista Peruano decidiu retirar a candidatura liderada por Daniel Urresti e todos os candidatos parlamentares.

- Em 24 de março, o Comitê Executivo Nacional do Partido Libertário Peru, decidiu retirar a candidatura presidencial de Vladimir Cerrón, bem como todas as suas candidaturas ao Congresso e ao Parlamento.

- Em 28 de março, Yehude Simon decidiu retirar sua candidatura presidencial, bem como todos os seus candidatos ao Congresso e ao Parlamento.

- Em 29 de março, Francisco Diez Canseco decidiu retirar sua candidatura presidencial, bem como todos os seus candidatos ao Congresso e ao Parlamento.

- Em 29 de março, Nano Guerra Garcia decidiu renunciar a sua candidatura presidencial.

### Apoio político
| Apoios políticos do 1º Turno Presidencial | Apoios políticos do 1º Turno Presidencial                | Apoios políticos do 1º Turno Presidencial |
| Aliança                                   | Partido                                                  | Candidato                                 |
| ----------------------------------------- | -------------------------------------------------------- | ----------------------------------------- |
|                                           | Fuerza Popular                                           | Keiko Fujimori                            |
|                                           | Peruanos Por el Kambio                                   | Pedro Pablo Kuczynski                     |
|                                           | Frente Amplio                                            | Verónika Mendoza                          |
|                                           | Acción Popular                                           | Alfredo Barnechea                         |
| Alianza Popular                           | Partido Popular Cristiano                                | Alan García                               |
| Alianza Popular                           | Partido Aprista Peruano                                  | Alan García                               |
| Alianza Popular                           | Vamos Perú                                               | Alan García                               |
|                                           | Democracia Directa                                       | Gregorio Santos                           |
|                                           | Frente Esperanza                                         | Fernando Olivera                          |
|                                           | Perú Posible                                             | Alejandro Toledo                          |
|                                           | Progresando Perú                                         | Miguel Hilario                            |
|                                           | Partido Político Orden                                   | Ántero Flores-Aráoz                       |
| Alianza para el Progreso del Perú         | Alianza para el Progreso                                 | Sem definição                             |
| Alianza para el Progreso del Perú         | Ficheiro:Restauración Nacional.jpg Restauración Nacional | Sem definição                             |
| Alianza para el Progreso del Perú         | Somos Perú                                               | Sem definição                             |

| Apoios políticos no 2º Turno Presidencial                | Apoios políticos no 2º Turno Presidencial | Apoios políticos no 2º Turno Presidencial |
| Partido                                                  | Candidato                                 |                                           |
| -------------------------------------------------------- | ----------------------------------------- | ----------------------------------------- |
| Fuerza Popular                                           | Keiko Fujimori                            |                                           |
| Peruanos Por el Kambio                                   | Pedro Pablo Kuczynski                     |                                           |
| Acción Popular                                           | Pedro Pablo Kuczynski                     |                                           |
| Perú Posible                                             | Pedro Pablo Kuczynski                     |                                           |
| Alianza para el Progreso                                 | Pedro Pablo Kuczynski                     |                                           |
| Frente Amplio                                            | Pedro Pablo Kuczynski                     |                                           |
| Partido Popular Cristiano                                | Não definido(º)                           |                                           |
| Partido Aprista Peruano                                  | Não definido(º)                           |                                           |
| Vamos Perú                                               | Não definido(º)                           |                                           |
| Democracia Directa                                       | Não definido(º)                           |                                           |
| Frente Esperanza                                         | Não definido(º)                           |                                           |
| Progresando Perú                                         | Não definido(º)                           |                                           |
| Partido Político Orden                                   | Não definido(º)                           |                                           |
| Ficheiro:Restauración Nacional.jpg Restauración Nacional | Não definido(º)                           |                                           |
| Somos Perú                                               | Não definido(º)                           |                                           |

- (º)Partidos políticos e movimentos cujas bases já tomaram a decisão de liberar os seus membros para oferecerem suporte a qualquer um dos dois candidatos.

## Debates entre os candidatos
O primeiro debate presidencial foi realizado entre 11 e 12 de fevereiro na biblioteca nacional. O debate foi organizado pela Associação de jornalistas do Peru e a Escola de Advogados de Lima. 10 dos 17 candidatos participaram. Os tópicos abordados foram meios de comunicação, educação e cultura
Em 6 de Março La República y Latina suspendeu o debate, devido à falta de apoio de 5 dos 7 candidatos.
O último debate presidencial foi realizado em 3 de abril no centro de convenções de Lima. Foi organizado pelo JNE, International IDEA e o consórcio de investigação econômico e social.

### Segundo turno
O primeiro debate presidencial do segundo turno foi realizado em 22 de maio. O debate foi desenvolvido no auditório da Universidad Nacional de Piura.
O segundo debate foi realizado em 29 de maio na Universidade de Lima os temas escolhidos são o crescimento econômico e a promoção do emprego, desenvolvimento sustentável e gestão ambiental, educação, redução da pobreza e das desigualdades, transparência e a luta contra a corrupção e segurança pública e interna.

## Observação eleitoral
O Presidente do Conselho de Ministros anunciou sua observação eleitoral através da Organização dos Estados Americanos, no caso da União Europeia enviaram uma missão de observação eleitoral, presidido por Ana Vergara Gordon, para monitorar supostas fraudes cometidas.

## Resultados
1º Turno Presidencial
| Institutos | Fonte | Keiko Fujimori | Pedro Pablo Kuczynski | Verónika Mendoza | Alfredo Barnechea | Alan García | Gregorio Santos | Alejandro Toledo | Outros |
| ---------- | ----- | -------------- | --------------------- | ---------------- | ----------------- | ----------- | --------------- | ---------------- | ------ |
| Ipsos Perú |       | 37,8%          | 20,9%                 | 20,3%            | 7,6%              | 5,8%        | 3,8%            | 1,4%             | 2,4%   |
| GfK        |       | 39,9%          | 20,6%                 | 20,3%            | 7%                | 5,5%        | 4%              | 1,3%             | 1,4%   |
| CPI        |       | 39,1%          | 19,7%                 | 18,8%            | 8,6%              | 6,6%        | 3,1%            | 1,4%             | 2,7%   |

Por contagem rápida
| Institutos                    | Fonte             | Keiko Fujimori | Pedro Pablo Kuczynski | Verónika Mendoza | Alfredo Barnechea | Alan García | Gregorio Santos | Fernando Olivera | Outros |
| ----------------------------- | ----------------- | -------------- | --------------------- | ---------------- | ----------------- | ----------- | --------------- | ---------------- | ------ |
| Ipsos Perú (Al 100% de actas) | [ligação inativa] | 39,6%          | 21,5%                 | 18,7%            | 7,1%              | 5,7%        | 4%              |                  |        |
| GfK (Al 100% de actas)        |                   | 39,3%          | 21,3%                 | 18,7%            | 7,2%              | 5,8%        | 4,1%            | 1,4%             | 2,2%   |

## Resultados oficiais

### Primeiro turno presidencial
| Partido                | Partido                | Partido                | Votos      | % Votos totais | % Votos válidos |
| ---------------------- | ---------------------- | ---------------------- | ---------- | -------------- | --------------- |
|                        |                        | Fuerza Popular         | 6 115 073  | 32,64          | 39,83           |
|                        |                        | Peruanos Por el Kambio | 3 228 661  | 17.23          | 21.05           |
|                        |                        | Frente Amplio          | 2 874 940  | 15.35          | 18.74           |
|                        |                        | Acción Popular         | 1 069 360  | 5.71           | 6.97            |
|                        |                        | Alianza Popular        | 894 278    | 4.77           | 5,83            |
|                        |                        | Democracia Directa     | 613 173    | 3.27           | 4.00            |
|                        |                        | Frente Esperanza       | 203 103    | 1.08           | 1.32            |
|                        |                        | Perú Posible           | 200 012    | 1.07           | 1.30            |
|                        |                        | Progresando Perú       | 75 870     | 0.47           | 0.49            |
|                        |                        | Partido Político Orden | 65 673     | 0.35           | 0.43            |
| Total de votos válidos | Total de votos válidos | Total de votos válidos | 15 340 143 | 81,88%         |                 |
| Votos em branco        | Votos em branco        | Votos em branco        | 2 225 449  | 11,88%         |                 |
| Votos nulos            | Votos nulos            | Votos nulos            | 1 168 538  | 6,24%          |                 |
|                        |                        |                        |            |                |                 |

#### Mapas
Abaixo encontra-se o mapa com os candidato mais votados nos departamentos, províncias e distritos no primeiro turno presidencial.

### Segundo turno presidencial
| Partido                | Partido                | Partido                | Votos      | % Votos totais | % Votos válidos |
| ---------------------- | ---------------------- | ---------------------- | ---------- | -------------- | --------------- |
|                        |                        | Peruanos Por el Kambio | 8 591 802  | 46,859         | 50,124          |
|                        |                        | Fuerza Popular         | 8 549 205  | 46,627         | 49,876          |
| Total de votos válidos | Total de votos válidos | Total de votos válidos | 17 141 007 | 93,486 %       | 100%            |
| Votos em branco        | Votos em branco        | Votos em branco        | 149 476    | 0,815 %        |                 |
| Votos nulos            | Votos nulos            | Votos nulos            | 1 044 902  | 5,699 %        |                 |
| Votos totais           | Votos totais           | Votos totais           | 18 335 385 | 100%           |                 |

#### Mapas
Abaixo encontra-se o mapa com os candidato mais votados nos departamentos, províncias e distritos no segundo turno presidencial.